# Élections législatives luxembourgeoises de 1911
Les élections législatives de 1911 ont eu lieu au scrutin indirect le 13 juin 1911 afin de renouveler vingt-et-un des cinquante membres de la Chambre des députés. 

## Composition de la Chambre des députés
| Circonscription | Sièges | Députés                         |
| --------------- | ------ | ------------------------------- |
| Capellen        | 3      | Edouard Hemmer (lb)             |
| Capellen        | 3      | Jacques Schmitz (lb)            |
| Capellen        | 3      | Guillaume Jeitz (lb)            |
| Clervaux        | 3      | Jean-Pierre Jérôme Thinnes (lb) |
| Clervaux        | 3      | Émile Prüm (lb)                 |
| Clervaux        | 3      | François Delaporte (lb)         |
| Diekirch        | 4      | Félix Reding                    |
| Diekirch        | 4      | Nicolas Meris                   |
| Diekirch        | 4      | Pierre Pemmers (lb)             |
| Diekirch        | 4      | Nicolas-Pierre Kunnen (lb)      |
| Grevenmacher    | 3      | Pierre Godart (lb)              |
| Grevenmacher    | 3      | Philippe Bech (lb)              |
| Grevenmacher    | 3      | François Altwies (lb)           |
| Luxembourg      | 4      | Robert Brasseur (lb)            |
| Luxembourg      | 4      | Alphonse Munchen                |
| Luxembourg      | 4      | Léandre Lacroix                 |
| Luxembourg      | 4      | Luc Housse                      |
| Redange         | 3      | Pierre Schiltz (lb)             |
| Redange         | 3      | Félix Bian                      |
| Redange         | 3      | Jean Orianne                    |
| Vianden         | 1      | Théodore Klees                  |